# Avaliação imanente
Avaliação imanente é um conceito filosófico usado por Gilles Deleuze em Nietzsche e a Filosofia (1962), por oposição ao julgamento transcendente.
Friedrich Nietzsche argumentou em Zur Genealogie der Moral, que a filosofia moral era niilista em seu julgamento do mundo baseado em valores transcendentes: a vida era rejeitada por tal filosofia, a qual Arthur Schopenhauer empurra para seu significado extremo, o benefício de outros mundos inexistentes. Deleuze começa a partir desta argumentação, vinculando-a com o Pour en finir avec le jugement de dieu ("Para acabar com o julgamento de deus" - a ausência da maiúscula "D" é proposital) de Antonin Artaud.
A avaliação imanente, por oposição ao julgamento transcendente, avalia forças de acordo com duas categorias nietzschianas: ativo e reativo. Afora Nietzsche, um exemplo semelhante de avaliação imanente pode ser encontrado na anomalia de Bento de Espinosa (Antonio Negri), onde os afetos constituem-se na única forma de avaliação.